# Million Reasons
«Million Reasons» — другий сингл п'ятого студійного альбому американської поп-співачки Леді Ґаґи — Joanne. Сингл вийшов 8 листопада 2016.

## Список композицій
- Цифрове завантаження — ремікси[1][2]

1. «Million Reasons» (KVR remix) — 3:27
2. «Million Reasons» (Andrelli remix) — 4:00

## Чарти
Тижневі чарти
| Чарт (2016—2017)                                   | Позиція |
| -------------------------------------------------- | ------- |
| Австралія (ARIA)                                   | 34      |
| Австрія (Ö3 Austria Top 40)                        | 52      |
| Бельгія (Ultratop 50 Flanders) (Фландрія)          | 14      |
| Бельгія (Ultratop 50 Wallonia) (Валлонія)          | 32      |
| Канада (Canadian Hot 100)                          | 16      |
| Канада (Canada AC) (Billboard)                     | 27      |
| Канада (CHR/Top 40) (Billboard)                    | 37      |
| Канада (Canada Hot AC) (Billboard)                 | 25      |
| Чехія (Singles Digitál Top 100)                    | 48      |
| Європейський Союз (Euro Digital Songs) (Billboard) | 12      |
| Франція (SNEP)                                     | 29      |
| Німеччина (Official German Charts)                 | 85      |
| Угорщина (Single Top 40)                           | 10      |
| Ірландія (IRMA)                                    | 58      |
| Італія (FIMI)                                      | 12      |
| Нова Зеландія (Recorded Music NZ)                  | 2       |
| Португалія (AFP)                                   | 53      |
| Шотландія (Official Charts Company)                | 11      |
| Словенія (Singles Digitál Top 100)                 | 9       |
| Словенія (Rádio Top 100)                           | 8       |
| Іспанія (PROMUSICAE)                               | 80      |
| Швеція (Sverigetopplistan)                         | 71      |
| Швейцарія (Swiss Hitparade)                        | 7       |
| Велика Британія (Official Charts Company)          | 39      |
| США (Billboard Hot 100)                            | 4       |
| США (Adult Contemporary) (Billboard)               | 14      |
| США (Adult Top 40) (Billboard)                     | 5       |
| США (Dance Club Songs) (Billboard)                 | 33      |
| США (Dance/Mix Show Airplay) (Billboard)           | 40      |
| США (Mainstream Top 40) (Billboard)                | 17      |
| Венесуела (Record Report)                          | 5       |

## Продажі
| Країна                       | Сертифікат (таблиця продажів та сертифікатів) | Продажі    |
| ---------------------------- | --------------------------------------------- | ---------- |
| Австралія (ARIA)             | Платина                                       | +70,000    |
| Бразилія (Pro-Música Brasil) | Золото                                        | +30,000    |
| Канада (Music Canada)        | Золото                                        | +40,000    |
| Франція (SNEP)               | Золото                                        | +66,000    |
| Італія (FIMI)                | 2× Платина                                    | +100,000   |
| Велика Британія (BPI)        | Золото                                        | +200,000   |
| США (RIAA)                   | Платина                                       | +1,100,000 |

## Історія релізів
| Країна | Дата              | Формат                                | Лейбл                | Виноски |
| ------ | ----------------- | ------------------------------------- | -------------------- | ------- |
| Світ   | 5 жовтня 2016     | Цифрове завантаження (промо-сингл)    | Interscope Universal | [ 3 ]   |
| США    | 8 листопада 2016  | Contemporary hit radio                | Interscope Universal | [ 4 ]   |
| Італія | 25 листопада 2016 | Contemporary hit radio                | Interscope Universal | [ 5 ]   |
| Світ   | 17 лютого 2017    | Цифрове завантаження – KVR remix      | Interscope Universal | [ 1 ]   |
| Світ   | 17 березня 2017   | Цифрове завантаження – Andrelli remix | Interscope Universal | [ 2 ]   |